# The Streets of San Francisco

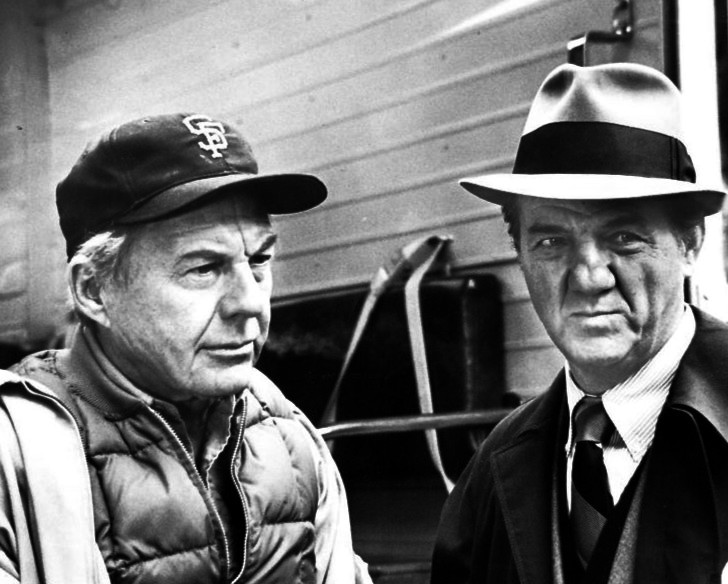
Karl Malden als Lt. Mike Stone

The Streets of San Francisco is een politieserie uit de jaren 70. Ze werd geproduceerd en uitgezonden door ABC van 1972 tot 1977.
De serie is begonnen met een televisiefilm, gebaseerd op de detective roman Poor, Poor Ophelia uit 1972 (door Carolyn Weston). De serie ging over twee politieagenten in San Francisco op zoek naar criminelen: de veteraan Lt. Mike Stone (Karl Malden), geassisteerd door de jonge afgestudeerde Insp. Steve Keller (Michael Douglas). De serie heeft van Michael Douglas een ster gemaakt. 
Douglas stopte in het vijfde seizoen, in 1976, met de serie om de film One Flew Over the Cuckoo's Nest te produceren. De afwezigheid van zijn karakter in de serie werd verklaard door de stelling dat hij een baan als docent had genomen bij een plaatselijk college. Lt. Stone had een andere detective, Insp. Dan Robbins (Richard Hatch) aangenomen. De populariteit van de serie nam af en ze werd daarom in 1977 beëindigd. Een NBC televisiefilm Back to the Streets of San Francisco verscheen in 1992. Karl Malden is weer Mike Stone maar Kellers afwezigheid wordt verklaard doordat hij is vermoord.